# Dothidea sambuci
Dothidea sambuci är en svampart som först beskrevs av Christiaan Hendrik Persoon, och fick sitt nu gällande namn av Elias Fries 1823. Dothidea sambuci ingår i släktet Dothidea och familjen Dothideaceae.  Arten är reproducerande i Sverige. Inga underarter finns listade i Catalogue of Life.